# Silver Spoons & Broken Bones
Silver Spoons & Broken Bones är det brittiska rockbandet Stone Gods debutalbum. Albumet släpptes den 7 juli 2008, genom skivbolaget Play It Again Sam. Albumets första singel, Knight of the Living Dead, släpptes 23 juni i downloadformat. Två av låtarna, Burn the Witch och You Brought a Knife to a Gunfight, hade sedan tidigare givits ut på bandets limited edition EP Burn the Witch.
I början av juni 2008 hade albumet läckt ut på så kallade torrent-sidor.
27 oktober 2008 gavs Don't Drink the Water ut som bandets andra singel.

## Låtlista
| Nr  | Titel                               | Låtskrivare                                              | Längd |
| --- | ----------------------------------- | -------------------------------------------------------- | ----- |
| 1.  | "Burn the Witch"                    | Richie Edwards, Dan Hawkins, Toby MacFarlaine, Ed Graham | 4:45  |
| 2.  | "Don't Drink the Water"             | Edwards, Hawkins, MacFarlaine, Graham                    | 2:47  |
| 3.  | "Defend Or Die"                     | Edwards, Hawkins, MacFarlaine, Graham                    | 4:58  |
| 4.  | "You Brought a Knife to a Gunfight" | Edwards, Hawkins                                         | 3:08  |
| 5.  | "Magdalen Street"                   | Edwards, Hawkins                                         | 3:56  |
| 6.  | "Where You Coming From"             | Edwards, Hawkins, MacFarlaine                            | 3:13  |
| 7.  | "Lazy Bones"                        | MacFarlaine                                              | 3:57  |
| 8.  | "I'm With the Band"                 | Edwards, Hawkins, Graham                                 | 4:17  |
| 9.  | "Start of Something"                | Edwards, Hawkins, Graham                                 | 3:29  |
| 10. | "Making It Hard"                    | Edwards, Hawkins, MacFarlaine, Graham                    | 3:12  |
| 11. | "Wasting Time"                      | Edwards, Hawkins, Graham                                 | 3:25  |
| 12. | "Knight of the Living Dead"         | Edwards, Hawkins, MacFarlaine, Graham                    | 4:22  |
| 13. | "Oh Where 'O My Beero"              | Edwards, Hawkins, MacFarlaine, Graham                    | 4:14  |

## Listplaceringar
| Plac. | Land           | Antal veckor |
| ----- | -------------- | ------------ |
| 67    | Storbritannien | 1 vecka      |

## Medverkande
- Ed Graham - trummor
- Dan Hawkins - gitarr, kör
- Toby MacFarlaine - bas, kör, akustisk gitarr
- Richie Edwards - sång, gitarr

### Övriga medverkande
- Phil Wing - tamburin
- Nick Brine - slagverk